# Blocus (La Patrouille des Castors)
Pour les articles homonymes, voir Blocus (homonymie).
 (décembre 2024).
Si vous disposez d'ouvrages ou d'articles de référence ou si vous connaissez des sites web de qualité traitant du thème abordé ici, merci de compléter l'article en donnant les références utiles à sa vérifiabilité et en les liant à la section « Notes et références ».
Blocus est la trente-troisième histoire de la série La Patrouille des Castors de Mitacq. Elle a été publiée pour la première fois du no 2546 au no 2551 du journal Spirou, puis sous forme d'album en 1987.

## Publication
Jean-Michel Charlier et Mitacq, Blocus, Dupuis, 1987, 48 p. (ISBN 9782800115054, présentation en ligne)